# Work It
«Work It» es una canción interpretada por Nelly y Justin Timberlake. Fue lanzada en enero de  2003 como el cuarto sencillo del álbum de Nelly Nellyville. 
Alcanzó la posición 7 en la UK Singles Chart. Scott Storch realizó un remix de la canción y fue incluido en el álbum de 2003 Da Derrty Versions: The Reinvention.

## Video musical
El video musical de la canción muestra a Justin Timberlake y Nelly visitando la Mansión Playboy, en donde juegan tenis y conocen algunas Playmates. Hugh Hefner hizo un cameo en el video.

## Posicionamiento en listas
| Lista (2003–2004)                      | Máxima posición |
| -------------------------------------- | --------------- |
| Alemania (Offizielle Deutsche Charts)  | 31              |
| Australia (ARIA)                       | 14              |
| Australia (ARIA Urban Singles)         | 6               |
| Austria (Ö3 Austria Top 40)            | 53              |
| Bélgica (Flandes) (Ultratop 50)        | 26              |
| Bélgica (Valonia) (Ultratop 50)        | 37              |
| Dinamarca (Tracklisten)                | 16              |
| Escocia (Scottish Singles Sales Chart) | 9               |
| Estados Unidos (Billboard Hot 100)     | 68              |
| Estados Unidos (Mainstream Top 40)     | 24              |
| Irlanda (IRMA)                         | 11              |
| Nueva Zelanda (Recorded Music NZ)      | 17              |
| Noruega (VG-lista)                     | 15              |
| Países Bajos (Dutch Top 40)            | 17              |
| Países Bajos (Mega Single Top 100)     | 16              |
| Reino Unido (UK Singles Chart)         | 7               |
| Reino Unido (UK R&B Chart)             | 1               |
| Suecia (Sverigetopplistan)             | 41              |
| Suiza (Schweizer Hitparade)            | 59              |